# Chrysobothris sibuyana
Chrysobothris sibuyana es una especie de escarabajo del género Chrysobothris, familia Buprestidae. Fue descrita científicamente por Fisher en 1924.